# SN 2003gt
SN 2003gt – supernowa typu Ia odkryta 29 lipca 2003 roku w galaktyce NGC 6930. W momencie odkrycia miała maksymalną jasność 16,40m.